# 圣马丹莱塞讷
圣马丹莱塞讷（法語：Saint-Martin-lès-Seyne，法語發音：[sɛ̃ maʁtɛ̃ lɛ sɛn]，意为“塞讷附近的圣马丹”）是法国上普罗旺斯阿尔卑斯省的一个市镇，属于迪涅莱班区。

## 地理
圣马丹莱塞讷（44°23'8"N, 6°15'24"E）面积12.27 平方千米，位于法国普罗旺斯-阿尔卑斯-蓝色海岸大区上普罗旺斯阿尔卑斯省，该省份为法国东南部内陆省份，北起上阿尔卑斯省，西接沃克吕兹省，西北接德龙省，南至瓦尔省，东临滨海阿尔卑斯省，东北部与意大利接壤。
与圣马丹莱塞讷接壤的市镇（或旧市镇、城区）包括：巴永、贝拉费尔、瑟洛内、布雷济耶、于拜-塞尔蓬松。

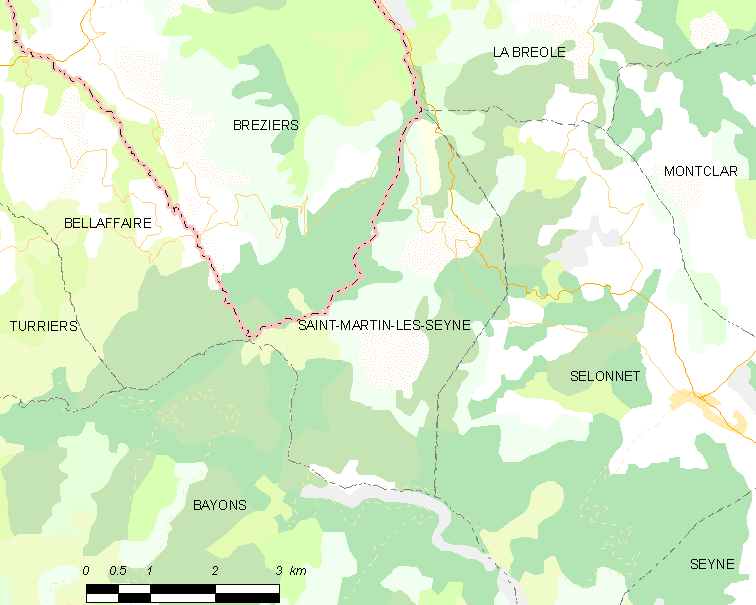
圣马丹莱塞讷的OSM定位图

圣马丹莱塞讷的时区为UTC+01:00、UTC+02:00（夏令时）。

## 行政
圣马丹莱塞讷的邮政编码为04140，INSEE市镇编码为04191。

## 政治
圣马丹莱塞讷所属的省级选区为塞讷县。

## 人口

1962-2008年间圣马丹莱塞讷人口变化图示

圣马丹莱塞讷于2022年1月1日时的人口数量为9人。